# Paralomis cristata
Paralomis cristata is een tienpotigensoort uit de familie van de Lithodidae. De wetenschappelijke naam van de soort is voor het eerst geldig gepubliceerd in 1979 door Takeda & Ohta.